# Pablo Hernán Gómez
Pablo Hernán Gómez (Mendoza, 20 dicembre 1977 – Ixmiquilpan, 29 gennaio 2001) è stato un calciatore argentino, di ruolo attaccante.

## Biografia
Nato a Mendoza, Argentina, divenne calciatore.
Gómez morì in un incidente automobilistico il 29 gennaio 2001 insieme alla moglie Mónica Elizabeth González, sorella del calciatore Ariel González. La macchina su cui erano a bordo andò a sbattere ad alta velocità contro un rimorchio e la coppia, che non indossava le cinture di sicurezza, venne sbalzata fuori dall'auto. A bordo del mezzo vi erano anche i due figli della coppia, Leandro, di tre anni, che si ruppe un femore e Paola Micaela, di un anno, rimasta illesa.
La società in cui militava al momento della sua morte decise di ritirare la maglia numero 20, da lui indossata in campo, in suo onore.

## Carriera
Gómez iniziò a giocare all'età di diciassette anni nell'Asociación Atlética Huracán Las Heras ed in seguito militò nel Godoy Cruz e nell'Argentinos Juniors, ove restò sei mesi. Nel 1998 si trasferì in Messico, al Morelia, società che nel corso dello stesso anno lo cedette in prestito al Veracruz.
Nel 1999 passò al Pachuca, società in cui militò sino alla morte.

## Palmarès

### Club

#### Competizioni nazionali
- Campionato messicano: 2

Pachuca: Invierno 1999, Invierno 2001